# Place Charles-Fillion
La place Charles-Fillion est une voie du 17e arrondissement de Paris, en France.

## Situation et accès

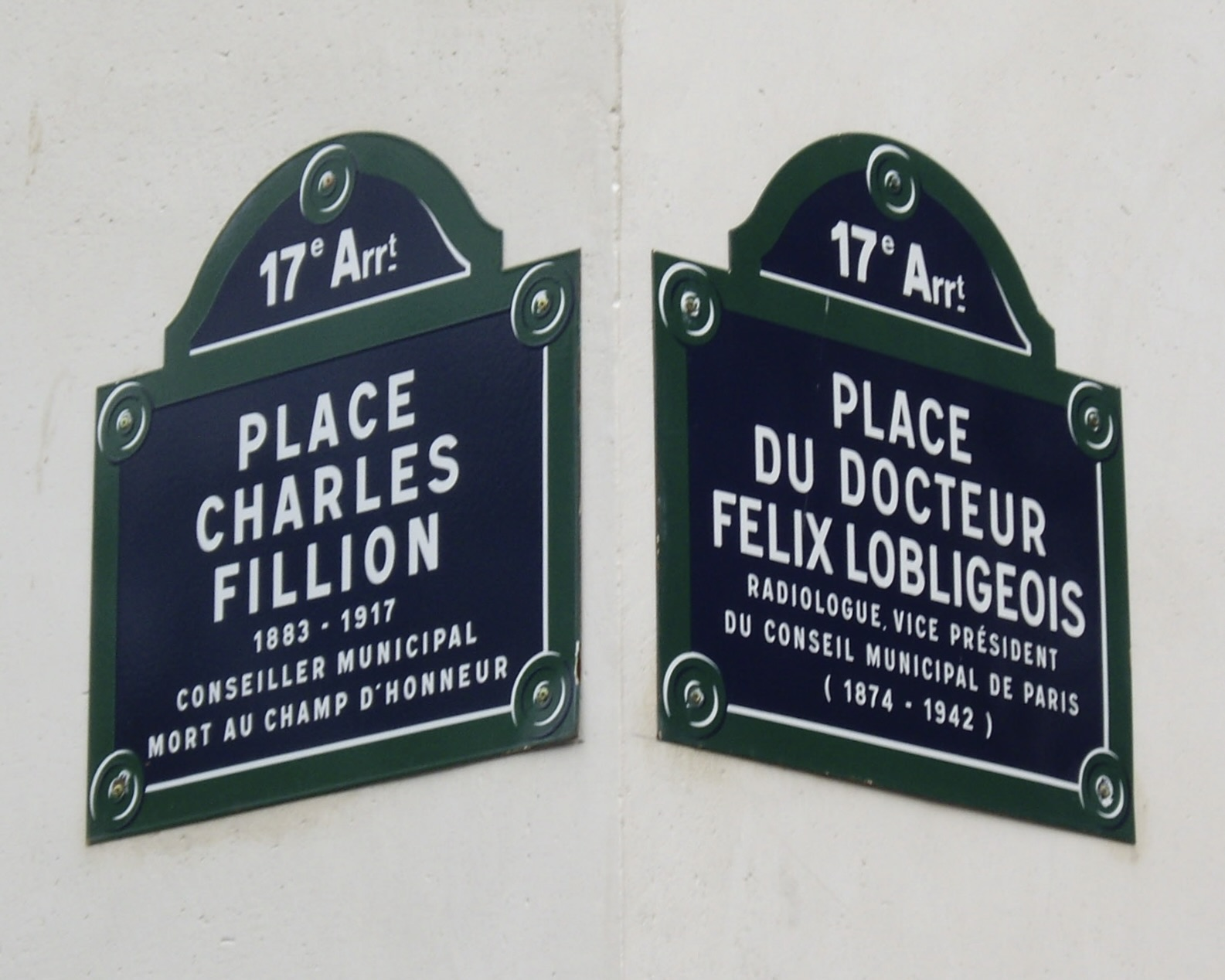
Plaque de rue de la place Charles-Fillion.

La place Charles-Fillion est une voie publique située dans le 17e arrondissement de Paris. Elle débute au 85, rue Boursault et se termine rue Cardinet.

## Origine du nom
La place est dédiée à Charles Joseph Fillion (né le 3 novembre 1883 à Baugé dans le Maine-et-Loire), conseiller municipal du 17e arrondissement, sous-lieutenant au 403e régiment d'infanterie, Croix de Guerre, mort pour la France le 3 août 1917 à la ferme d'Hurtebise,.
À ne pas confondre avec Charles Fillion (1817-1874), évêque.

## Historique
Alors située sur la commune des Batignolles, cette place porte le nom de « place de la Promenade » puis elle est incorporée dans la voirie parisienne en 1863, sous le nom de « place des Batignolles », jusqu'en 1919, où elle devient la « place Charles-Fillion ».